# Clasificación turca de locomotoras

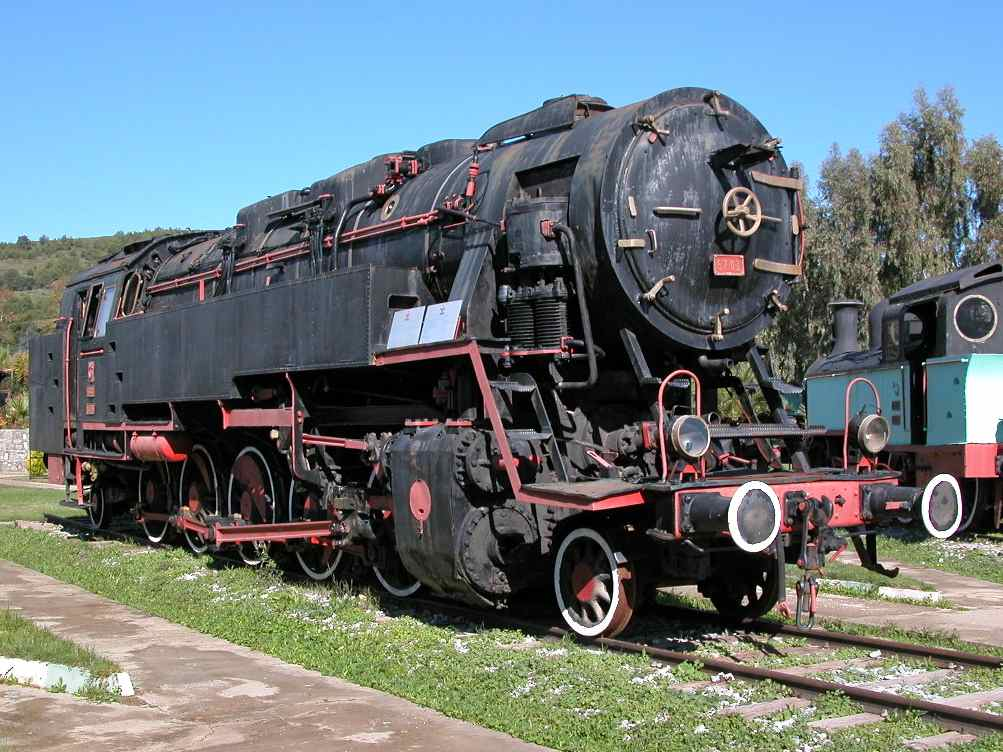
Locomotora de vapor turca TCDD Clase 5701. La denominación "57" hace referencia a sus cinco ejes motrices, y al total de siete ejes. En notación Whyte, sería una locomotora del tipo 1-5-1

En el sistema de clasificación de locomotoras turco, el número de ejes motrices está seguido por el número total de ejes. Es idéntico al sistema suizo, excepto porque este último incluye una barra  entre los dos números.

## Ejemplos
Así, se tienen los siguientes ejemplos de equivalencias entre la notación Whyte (en la que se contabiliza el número de ruedas) y la clasificación turca:
- 0-6-0 = 33
- 4-6-2 = 36
- 2-6-4 = 36
- 2-8-0 = 45